# Atlético Tepeji del Río
Atlético Tepeji del Río ist ein ehemaliger mexikanischer Fußballverein aus Tepeji del Río im Bundesstaat Hidalgo.

## Geschichte
Zur Saison 1973/74 wurde die erste Fußballmannschaft des Vereins in die seinerzeit drittklassige Tercera División aufgenommen und konnte auf Anhieb Akzente setzen. So gewann die Mannschaft ihre Gruppe „Centro“ mit der Bilanz von 9 Siegen, 4 Remis und 3 Niederlagen, wobei sie auf ein Torverhältnis von 35:21 kam. Im Halbfinale um die Meisterschaft unterlag sie gegen Coatzacoalcos, den Sieger der Gruppe „Oriente“, mit 1:1 und 0:2.
Trotz des auf sportlichem Wege verpassten Aufstiegs wurde Atlético Tepeji del Río neben einigen anderen Mannschaften, die über den erforderlichen finanziellen Rückhalt für die Zweitklassigkeit zu verfügen schienen, in die seinerzeit noch zweitklassige Segunda División aufgenommen.
Konnte bereits die erste Spielzeit 1974/75 mit 16 Siegen sowie jeweils 15 Remis und Niederlagen im gesicherten Mittelfeld beendet werden, so überzeugte die Mannschaft in der darauffolgenden Saison 1975/76 mit einer Bilanz von 20 Siegen, 15 Remis und 11 Niederlagen und qualifizierte sich für die Endrunde, die sie in ihrer Gruppe allerdings (mit 2 Siegen und 4 Niederlagen) auf dem letzten Rang beendete.
Nach der besten Saison ihrer Vereinsgeschichte wurde die Mannschaft aus dem halbprofessionellen Ligafußball zurückgezogen und die Lizenz an den ebenfalls im Bundesstaat Hidalgo beheimateten Club Ciudad Sahagún veräußert.